# 소니 센다이 FC
소니 센다이 FC(일본어: ソニー仙台 FC)는 일본 미야기현 센다이시를 연고지로 했던 과거 일본 풋볼 리그 소속 축구팀으로 1968년부터 일본의 대표 다국적 기업인 소니에서 운영하고 있었으나 2024 시즌을 끝으로 운영을 중단했다.

## 역사
1968년 창단한 뒤 1998년 재팬 풋볼 리그에서 뛰다가 1999년부로 일본 풋볼 리그로 옮겼고 이후 2024 시즌까지 JFL에서만 뛰면서 1999 시즌 샤카이진컵 준우승, 3번의 JFL 3위(2009, 2017, 2020), 2015 시즌 JFL 우승, 2019 시즌 JFL 준우승 등의 성과들을 거두었지만 2024 시즌을 끝으로 역사의 뒤안길로 사라졌다.

## 역대 감독
| 감독      | 임기   |
| --------- | ------ |
| 스즈키 준 | 2022 ~ |